# واتانابي هيرو تاكا
واتانابي هيرو تاكا (بالأنكليزية:Watanabe Hirotaka) مدير معهد العلاقات الدولية بجامعة طوكيو للدراسات الأجنبية. تخرج من نفس الجامعة حيث تخصص باللغة الفرنسية، وحصل على الدكتوراه من جامعة كيئو وعلى الدبلوم في الدراسات العليا من جامعة السوربون في باريس. وعمل من عام 2008 إلى 2010 كمسؤول عن العلاقات العامة و الشؤون الثقافية بالسفارة اليابانية في باريس. ودرس في جامعة طوكيو للدراسات الأجنبية منذ عام 1995. أصدر العديد من الكتب منها: ( فرنسا في عهد ميتيران ) و ( التحالف اليور-الأميريكي مابين الصراع والتعاون ).